# Lorenzo Natali
Lorenzo Natali Pierucci Bondicchi (Florence, 2 oktober 1922 – Rome, 19 augustus 1989) was een Italiaanse politicus. In de jaren vijftig en zestig van de twintigste eeuw was Natali staatssecretaris en minister van verschillende portefeuilles in Italië. Natali was tussen 1977 en 1989 Europees commissaris in drie achtereenvolgende commissies.

## Biografie
Natali studeerde Rechten. Na zijn studie was hij werkzaam als advocaat. Natali vocht mee in het Italiaanse Bevrijdingsleger. Tussen juli 1948 en oktober 1976 was hij lid van de Kamer van Afgevaardigden van Italië.

### Italiaanse ambtsfuncties
- staatssecretaris voor Pers en Informatie (1955-57)
- staatssecretaris voor Financiën (1957-59)
- staatssecretaris voor Begroting (1960-64)
- minister van Koopvaardij (1966-68)
- minister van Openbare Werken (1968, 1969-70)
- minister van Toerisme en Recreatie (1968-69)
- minister van Land- en Bosbouw (1970-73)

### Europese ambtsfuncties
- Europees commissaris namens Italië (1977-89), met de volgende portefeuilles:
  - Uitbreiding (1977-89)
  - Milieu (1977-81)
  - Nucleaire Veiligheid (1977-81)
  - Mediterrane zaken (1981-85)
  - Voorlichting (1981-85)
  - Ontwikkelingssamenwerking (1985-89)

 Frans Andriessen ·  António Cardoso e Cunha ·  Claude Cheysson ·  Henning Christophersen ·  Stanley Clinton Davis ·  Arthur Francis Cockfield ·  Willy De Clercq ·  Jacques Delors ·  Manuel Marín ·  Abel Matutes ·  Nicolas Mosar ·  Karl-Heinz Narjes ·  Lorenzo Natali ·  Alois Pfeiffer* ·  Carlo Ripa di Meana ·   Peter Schmidhuber ·  Peter Sutherland ·  Grigoris Varfis 
  *overleden 
 Frans Andriessen ·  Richard Burke ·  Claude Cheysson* ·  Giorgios Contogeorgis ·  Poul Dalsager ·  Étienne Davignon ·  Antonio Giolitti ·  Finn Olav Gundelach** ·  Wilhelm Haferkamp ·  Karl-Heinz Narjes ·  Lorenzo Natali ·  Michael O'Kennedy* ·  François-Xavier Ortoli ·  Edgard Pisani ·  Ivor Richard ·  Gaston Thorn ·  Christopher Tugendhat 
  * afgetreden, ** overleden 
 Guido Brunner ·  Richard Burke ·  Claude Cheysson ·  Étienne Davignon ·  Antonio Giolitti ·  Finn Olav Gundelach ·  Wilhelm Haferkamp ·  Roy Jenkins ·  Lorenzo Natali ·  François-Xavier Ortoli ·  Christopher Tugendhat ·  Raymond Vouel ·  Henk Vredeling
Robert Lemaignen (1958-62) · Henri Rochereau (1962-70) · Jean-François Deniau (1970-73) · Claude Cheysson (1973-81) · Edgard Pisani (1981-85) · Lorenzo Natali (1985-89) · Manuel Marín (1989-95) · Emma Bonino (1995-99) · Poul Nielson (1999-2004) · Louis Michel (2004-09)  · Karel De Gucht (2009-10) · Andris Piebalgs (2010-14) · Neven Mimica (2014-)
- Biblioteca Nacional de España: XX1102961
- Gemeinsame Normdatei: 119192713
- International Standard Name Identifier: 0000 0001 1567 9181
- Library of Congress Control Number: n2007037289
- Nederlandse Thesaurus van Auteursnamen: 069728038
- Parlement.com: vi2jm60ymfsb
- Réseau des bibliothèques de Suisse occidentale: 02-A028498595
- Istituto Centrale per il Catalogo Unico: SBLV032497
- Virtual International Authority File: 41291829
- WorldCat: E39PBJB8vmDV8HdjqgmBVD8grq